# Corridors of Power
Corridors of Power è il quarto album di Gary Moore, pubblicato nel 1982.

## Tracce
1. "Don't Take Me for a Loser" – 4:17
2. "Always Gonna Love You" – 3:56
3. "Wishing Well" (Paul Rodgers, Simon Kirke, Tetsu Yamauchi, John "Rabbit" Bundrick, Paul Kossoff) – 4:06
4. "Gonna Break My Heart Again" – 3:19
5. "Falling in Love with You" – 4:52
6. "End of the World" – 6:53
7. "Rockin' Every Night" (Moore, Ian Paice) – 2:48
8. "Cold Hearted" – 5:12
9. "I Can't Wait Until Tomorrow" – 7:47

## Formazione
- Gary Moore - voce, chitarra, tastiere
- Ian Paice - batteria, percussioni
- Neil Murray - basso
- Tommy Eyre - tastiere